# TV Manchete Belo Horizonte
TV Manchete Belo Horizonte (também conhecida como TV Manchete Minas) foi uma emissora de televisão brasileira sediada em Belo Horizonte, capital do estado de Minas Gerais. Operava no canal 4 VHF e era uma emissora própria da Rede Manchete. Entrou no ar em 1983, e foi extinta devido a falência da rede, vendida para a TeleTV em 1999. Seu canal hoje é ocupado pela RedeTV! Belo Horizonte, emissora própria da RedeTV!.

## História
Em 18 de Julho de 1980, o Governo Federal cassou as concessões de TV da Rede Tupi. Com isso, a então TV Itacolomi é extinta. No mesmo ano, Adolpho Bloch e Silvio Santos recebem num leilão do governo as concessões da Rede Tupi e da TV Excelsior de São Paulo. Bloch recebe as concessões da Tupi de Recife, Fortaleza, Rio de Janeiro e Belo Horizonte, além da concessão da TV Excelsior de São Paulo. Em 5 de Junho de 1983, é inaugurada a Rede Manchete.
A TV Manchete Belo Horizonte entra no ar junto com a Rede Manchete em 1983, transmitindo ao vivo a festa de inauguração da rede no Rio de Janeiro. No mesmo dia, a emissora também exibe o Mundo Mágico e o filme Contatos Imediatos do Terceiro Grau. Durante toda a sua existência, a emissora só exibiu três programas de produção própria, o telejornal Minas em Manchete, a versão local do esportivo Manchete Esportiva e o programa de entrevistas Gente de Opinião. O resto era feito pela rede no Rio de Janeiro. Durante toda a sua existência, a emissora cobriu cerca de 200 Municípios de Minas Gerais. Em 1998, a Rede Manchete inicia uma crise que culminaria na sua falência em 10 de Maio de 1999. Naquele dia, a emissora de Belo Horizonte exibia pela última vez a famosa vinheta da Manchete: "Rede Manchete, Você em primeiro lugar", e logo depois, estava extinta a Rede Manchete e as suas emissoras próprias.
A Rede Manchete foi vendida para Amilcare Dallevo e Marcelo de Carvalho, donos do Grupo TeleTV, que fundaram a RedeTV! em 15 de Novembro de 1999 e suas emissoras próprias passaram a ter o mesmo nome da RedeTV!. A emissora de Belo Horizonte hoje é a RedeTV! Belo Horizonte.

## Programas
Durante sua existência, a emissora produziu os seguintes programas:
- Minas em Manchete
- Gente de Opinião
- Câmera Manchete Minas
- Manchete Esportiva Minas